# Cheumatopsyche ventricosa
Cheumatopsyche ventricosa är en nattsländeart som beskrevs av Li och Dudgeon 1988. Cheumatopsyche ventricosa ingår i släktet Cheumatopsyche och familjen ryssjenattsländor. Inga underarter finns listade i Catalogue of Life.